# シフト作用素
関数解析学におけるシフト作用素（シフトさようそ、英: Shift operator）あるいは平行移動作用素（translation operator）とは、ある関数 f(x) をその平行移動 f(x+a) に写す作用素のことを言う。時系列解析では、シフト作用素はラグ作用素と呼ばれる。
シフト作用素は線型作用素の例であり、その簡明さおよび自然発生的な需要において重要なものである。シフト作用素のある実数関数上での作用は、調和解析の分野で重要な役割を担い、例えば概周期関数や正定値関数、畳み込みの定義において用いられる。ある（整数を変数とする関数の）列のシフトは、ハーディ空間やアーベル多様体の理論、ベーカー写像が陽的な表現となる記号力学の理論のような広範な分野に現れる。

## 定義

### 実変数関数
シフト作用素 Tt (t ∈ R) は、R 上の関数 f を、次のような平行移動 ft に写す。
{\displaystyle f_{t}(x)=f(x+t)~.}
線型作用素 Tt の簡単な微分 d⁄dx に関する実践的な表現は、ラグランジュによって次のように与えられた。
{\displaystyle T^{t}=e^{t{\frac {d}{dx}}}~,}
これは t についての形式的なテイラー展開として解釈出来、単項式 xn 上での作用は二項定理によって明らかで、したがって x についてのすべての級数の上でも明らかである。

### 列
片側無限数列上の左シフト作用素は、次のように与えられる。
{\displaystyle S^{*}:(a_{1},a_{2},a_{3},\ldots )\mapsto (a_{2},a_{3},a_{4},\ldots ).}
また両側無限数列に対しては、次のように与えられる。
{\displaystyle T:(a_{k})_{k=-\infty }^{\infty }\mapsto (a_{k+1})_{k=-\infty }^{\infty }.}
片側無限数列上の右シフト作用素は、次のように与えられる。
{\displaystyle S:(a_{1},a_{2},a_{3},\ldots )\mapsto (0,a_{1},a_{2},\ldots ).}
また両側無限数列に対しては、次のように与えられる。
{\displaystyle T^{-1}:(a_{k})_{k=-\infty }^{\infty }\mapsto (a_{k-1})_{k=-\infty }^{\infty }.}

### アーベル群
一般に、f があるアーベル群 G 上の関数で、g を G の元とするとき、シフト作用素 Tg は f を
{\displaystyle f_{g}(h)=f(g+h)}
へと写す。

## シフト作用素の性質
実あるいは複素数値の関数あるいは列の上のシフト作用素は、関数解析学の分野に現れる標準的なノルムの大半を保つ線型作用素である。したがってシフト作用素は、通常ノルムが 1 の連続作用素である。

### ヒルベルト空間上での作用
両側列の上のシフト作用素は、l2(Z) 上のユニタリ作用素である。実数を変数とする関数上のシフト作用素は、L2(R) 上のユニタリ作用素である。
いずれの場合でも、（左）シフト作用素は次のようなフーリエ変換に関する交換関係を満たす：
{\displaystyle {\mathcal {F}}T^{t}=M^{t}{\mathcal {F}}.}
ここで Mt は exp(i t x) との乗算作用素である。したがって Tt のスペクトルは単位円板である。
l2(N) 上の片側シフト S は、第一座標において消失するすべてのベクトルとその値域が等しいようなある固有等長作用素である。そのような作用素 S は、次のような意味で T−1 の圧縮である：
{\displaystyle T^{-1}y=Sx{\text{ for each }}x\in \ell ^{2}(\mathbb {N} ).\,}
ここで y は l2(Z) 内のベクトルで、i ≥ 0 に対して yi = xi を満たし、i < 0 に対して yi = 0 を満たすようなものである。以上の事実は、等長写像の多くのユニタリ伸張を構成する上での肝となる。
S のスペクトルは単位円板である。そのようなシフト S はフレドホルム作用素の一例で、そのフレドホルム指数は −1 である。

## 一般化
ジャン・デルサルトは一般化シフト作用素（generalised shift operator。一般化置換作用素とも呼ばれる）の概念を導入した。またその概念は、ボリス・レヴィタンによって発展された。
ある集合 X から C への関数の空間 C 上の作用素の族 {Lx}x ∈ X は、次の性質を満たすとき一般化シフト作用素の族（family of generalised shift operators）と呼ばれる。
1. 結合性：(Ryf)(x) = (Lxf)(y) とする。このとき LxRy = RyLx が成立する。
2. Le が恒等作用素となるようなある e ∈ X が存在する。

この場合、集合 X はハイパー群と呼ばれる。